# Canton de Naucelles
Le canton de Naucelles est une circonscription électorale française du département du Cantal créée par le décret du 13 février 2014 et entrée en vigueur lors des élections départementales de 2015.

## Histoire
Un nouveau découpage territorial du Cantal entre en vigueur en mars 2015, défini par le décret du 13 février 2014, en application des lois du 17 mai 2013 (loi organique 2013-402 et loi 2013-403). Les conseillers départementaux sont, à compter de ces élections, élus au scrutin majoritaire binominal mixte. Les électeurs de chaque canton élisent au Conseil départemental, nouvelle appellation du Conseil général, deux membres de sexe différent, qui se présentent en binôme de candidats. Les conseillers départementaux sont élus pour 6 ans au scrutin binominal majoritaire à deux tours, l'accès au second tour nécessitant 12,5 % des inscrits au 1er tour. En outre la totalité des conseillers départementaux est renouvelée. Ce nouveau mode de scrutin nécessite un redécoupage des cantons dont le nombre est divisé par deux avec arrondi à l'unité impaire supérieure si ce nombre n'est pas entier impair, assorti de conditions de seuils minimaux. Dans le Cantal, le nombre de cantons passe ainsi de 27 à 15.

## Représentation

### Liste des conseillers départementaux
| Période élective | Période élective | Mandat | Mandat   | Identité              | Nuance | Nuance | Qualité |
| ---------------- | ---------------- | ------ | -------- | --------------------- | ------ | ------ | --- |
| 2015             | 2021             | 2015   | 2021     | Bruno Faure           |        | LR     | Ancien conseiller général du canton de Salers (2004-2015) Maire de Saint-Projet-de-Salers (2001-2017) Président de la communauté de communes du Pays de Salers Président du Conseil départemental (2017-2021)         |
| 2015             | 2021             | 2015   | 2021     | Marie-Hélène Roquette |        | LR     | Bénévole dans une association humanitaire |
| 2021             | 2028             | 2021   | en cours | Bruno Faure           |        | LR     | Ancien conseiller général du canton de Salers (2004-2015) Maire de Saint-Projet-de-Salers (2001-2017) Président de la communauté de communes du Pays de Salers Président du Conseil départemental Conseiller régional |
| 2021             | 2028             | 2021   | en cours | Marie-Hélène Roquette |        | LR     | Bénévole dans une association humanitaire Conseillère déléguée (Santé) |

### Résultats détaillés

#### Élections de 2015
À l'issue du premier tour des élections départementales de 2015, deux binômes sont en ballotage : Bruno Faure et Marie-Hélène Roquette (Union de la Droite, 37,4 %) et Marie-Lyse Dunion et Jacques Markarian (Union de la Gauche, 36,92 %). Le taux de participation est de 56,72 % (4 631 votants sur 8 165 inscrits) contre 55,81 % au niveau départementalet 50,17 % au niveau national.
Au second tour, Bruno Faure et Marie-Hélène Roquette (Union de la Droite) sont élus avec 53,48 % des suffrages exprimés et un taux de participation de 60,55 % (2 436 voix pour 4 942 votants et 8 162 inscrits).

#### Élections de 2021
À l'issue du premier tour des élections départementales de 2021, Bruno Faure et Marie-Hélène Roquette (LR) sont élus avec 81,30 % des suffrages exprimés et un taux de participation de 40,25 % (2 487 voix pour 3 290 votants et 8 174 inscrits).

## Composition
Le nouveau canton de Naucelles comprend seize communes entières.
| Nom                               | Code Insee | Intercommunalité        | Superficie (km2) | Population (dernière pop. légale) | Densité (hab./km2) | Modifier                                    |
| --------------------------------- | ---------- | ----------------------- | ---------------- | --------------------------------- | ------------------ | ------------------------------------------- |
| Naucelles (bureau centralisateur) | 15140      | CA du Bassin d'Aurillac | 11,69            | 2 164 (2022)                      | 185                | modifier les données · modifier les données |
| Besse                             | 15269      | CC du Pays de Salers    | 3,77             | 131 (2022)                        | 35                 | modifier les données · modifier les données |
| Crandelles                        | 15056      | CA du Bassin d'Aurillac | 12,46            | 870 (2022)                        | 70                 | modifier les données · modifier les données |
| Freix-Anglards                    | 15072      | CC du Pays de Salers    | 17,69            | 216 (2022)                        | 12                 | modifier les données · modifier les données |
| Girgols                           | 15075      | CC du Pays de Salers    | 12,62            | 71 (2022)                         | 5,6                | modifier les données · modifier les données |
| Jussac                            | 15083      | CA du Bassin d'Aurillac | 18,43            | 2 040 (2022)                      | 111                | modifier les données · modifier les données |
| Laroquevieille                    | 15095      | CA du Bassin d'Aurillac | 15,68            | 349 (2022)                        | 22                 | modifier les données · modifier les données |
| Marmanhac                         | 15118      | CA du Bassin d'Aurillac | 24,24            | 686 (2022)                        | 28                 | modifier les données · modifier les données |
| Reilhac                           | 15160      | CA du Bassin d'Aurillac | 8,89             | 1 094 (2022)                      | 123                | modifier les données · modifier les données |
| Saint-Cernin                      | 15175      | CC du Pays de Salers    | 46,75            | 1 047 (2022)                      | 22                 | modifier les données · modifier les données |
| Saint-Chamant                     | 15176      | CC du Pays de Salers    | 13,72            | 237 (2022)                        | 17                 | modifier les données · modifier les données |
| Saint-Cirgues-de-Malbert          | 15179      | CC du Pays de Salers    | 16,21            | 250 (2022)                        | 15                 | modifier les données · modifier les données |
| Saint-Illide                      | 15191      | CC du Pays de Salers    | 39,71            | 649 (2022)                        | 16                 | modifier les données · modifier les données |
| Saint-Projet-de-Salers            | 15208      | CC du Pays de Salers    | 36,32            | 133 (2022)                        | 3,7                | modifier les données · modifier les données |
| Teissières-de-Cornet              | 15233      | CA du Bassin d'Aurillac | 9,32             | 322 (2022)                        | 35                 | modifier les données · modifier les données |
| Tournemire                        | 15238      | CC du Pays de Salers    | 9,68             | 122 (2022)                        | 13                 | modifier les données · modifier les données |
| Canton de Naucelles               | 1508       |                         | 297,18           | 10 381 (2022)                     | 35                 | modifier les données                        |

## Démographie
En 2022, le canton comptait 10 381 habitants, en évolution de +1,86 % par rapport à 2016 (Cantal : −1,08 %, France hors Mayotte : +2,11 %).
| 2013  | 2018   | 2022   |
| ----- | ------ | ------ |
| 9 991 | 10 303 | 10 381 |